# آلان هامر
آلان هامر (بالفرنسية: Alain Hamer)‏ (مواليد 10 ديسمبر 1965 في لوكسمبورغ) حكم كرة قدم لوكسمبورغي . قرر الاتحاد الدولي لكرة القدم اعتماده حكما دوليا في سنة 1993 . أدار العديد من مباريات دوري أبطال أوروبا بداية من موسم 2000-2001 كما شارك في إدارة مباريات في بطولة كأس الأمم الأفريقية لكرة القدم ودوري الدرجة الأولى الفرنسي .

## روابط خارجية
- آلان هامر على موقع Soccerway.com (الإنجليزية)